# دايتشي ماتسوكا
دايتشي ماتسوكا (باليابانية: 松岡 大智) (23 يناير 1999 في توياما في اليابان – )؛ هو لاعب كرة قدم ياباني سابق كان يلعب كمهاجم.

## وصلات خارجية
- دايتشي ماتسوكا على موقع رابطة كرة القدم اليابانية للمحترفين (اليابانية)
- دايتشي ماتسوكا على موقع قاعدة بيانات كرة القدم.إي يو (الإنجليزية)
- دايتشي ماتسوكا على موقع Soccerway.com (الإنجليزية)